# Меркулов, Олег Игоревич
Оле́г И́горевич Мерку́лов (род. 1 августа 1970) — российский легкоатлет, специалист по спортивной ходьбе. Выступал за сборную России по лёгкой атлетике в 1990-х годах, победитель Кубка мира в командном зачёте, бронзовый призёр Кубка Европы. Представлял Москву и Московскую область. Мастер спорта России международного класса. Тренер по лёгкой атлетике.

## Биография
Олег Меркулов родился 1 августа 1970 года. Занимался лёгкой атлетикой в Москве, проходил подготовку под руководством заслуженного тренера Карлиса Жановича Апаляйса.
В 1992 году окончил транспортный факультет Московской государственной академии управления по специальности «инженер-экономист».
Первого серьёзного успеха на международном уровне добился в сезоне 1996 года, когда вошёл в состав российской сборной и выступил на Кубке Европы по спортивной ходьбе в Ла-Корунье — в личном зачёте дисциплины 50 км с результатом 4:02:12 финишировал шестым и тем самым помог соотечественникам стать бронзовыми призёрами командного зачёта.
В 1997 году принимал участие в Кубке мира по спортивной ходьбе в Подебрадах — здесь на дистанции 50 км занял 14-е место и установил свой личный рекорд (3:50:31), при этом россияне одержали победу в мужском командном зачёте (стали обладателями Кубка Лугано).
В 1998 году на зимнем чемпионате России в Адлере установил личный рекорд в ходьбе на 35 км — 2:27:51.
За выдающиеся спортивные достижения удостоен почётного звания «Мастер спорта России международного класса» (1997).
Окончил магистратуру Педагогического института физической культуры и спорта Московского городского педагогического университета (2004).
В 2009 году, взял своего первого ученика: Воробьева Павла Алексеевича и довел его до первого взрослого разряда. Вслед за Павлом пошли и другие ученики.
С 2013 года занимался тренерской деятельностью, работал тренером по лёгкой атлетике в Спортивной школе олимпийского резерва «Юность Москвы».
В 2016 году получил тренерское образование в Российском государственном университете физической культуры, спорта, молодёжи и туризма.
С 2019 года занимает должность советника по физической культуре и спорту в Общероссийском Профсоюзе образования.